# 高潭镇
高潭镇，是中华人民共和国广东省惠州市惠东县下辖的一个乡镇级行政单位。

## 暴雨天氣
2018年8月30日05时至31日05时，惠州惠东县高潭镇24小时降水量1056.7毫米（8月30日一天降水量达1034.4毫米），這特大暴雨打破历史记录，创中国大陆非台风降水日雨量极值。高潭鎮历史极值为924.3毫米，出现在2013年8月17日强台风尤特。24小時下了1034.4毫米的雨，相当于上海将近1年的降雨量，北京1.5年的降雨量。积水严重，水淹成河，惠东县虎头山山体滑坡致使交通中断。案例通報到中國應急管理部。
這誇張的雨量分佈不平均，高潭鎮不遠的汕尾市陆河县新田镇24小时錄得673.0毫米，河源市紫金县南岭镇錄得525.0毫米。

## 行政区划
高潭镇下辖以下地区：
高潭社区、黄洲村、普联村、新联村、黄沙村、福田村、泔溪村、水口村、水下村、金坑村、公梅村、星光村、大星村和中洞村。